# 松井田駅
松井田駅（まついだえき）は、群馬県安中市松井田町八城にある、東日本旅客鉄道（JR東日本）信越本線の駅である。

## 歴史
- 1885年（明治18年）10月15日：開業[1][2]。
- 1962年（昭和37年）7月15日：高崎 - 横川間電化と同時に駅を約2 km高崎寄りに移転し[2]、スイッチバック廃止。
  - ただし沿線住民の反対運動により新駅建設が遅れたため貨物は同年秋頃まで旧駅で取扱い。
- 1984年（昭和59年）2月1日：貨物および荷物扱い廃止[2]。
- 1987年（昭和62年）4月1日：国鉄分割民営化に伴い、東日本旅客鉄道（JR東日本）の駅となる[2]。
- 2009年（平成21年）3月14日：ICカード「Suica」の利用が可能となる[3]。東京近郊区間に組み込まれる[3]。
- 2018年（平成30年）10月1日：無人化[4]。

## 駅構造
相対式ホーム2面2線を有する地上駅。互いのホームは跨線橋で連絡している。かつては2面3線の構内で、さらにそれ以前はスイッチバック方式の停車場であった。
安中駅管理の無人駅である。タッチパネル式近距離自動券売機（Suica対応・紙幣は1000円札専用）と乗車駅証明書発行機、簡易Suica改札機が設置されている。

### のりば
| 番線 | 路線      | 方向 | 行先     |
| ---- | --------- | ---- | -------- |
| 1    | ■信越本線 | 上り | 高崎方面 |
| 2    | ■信越本線 | 下り | 横川方面 |

（出典：JR東日本:駅構内図）

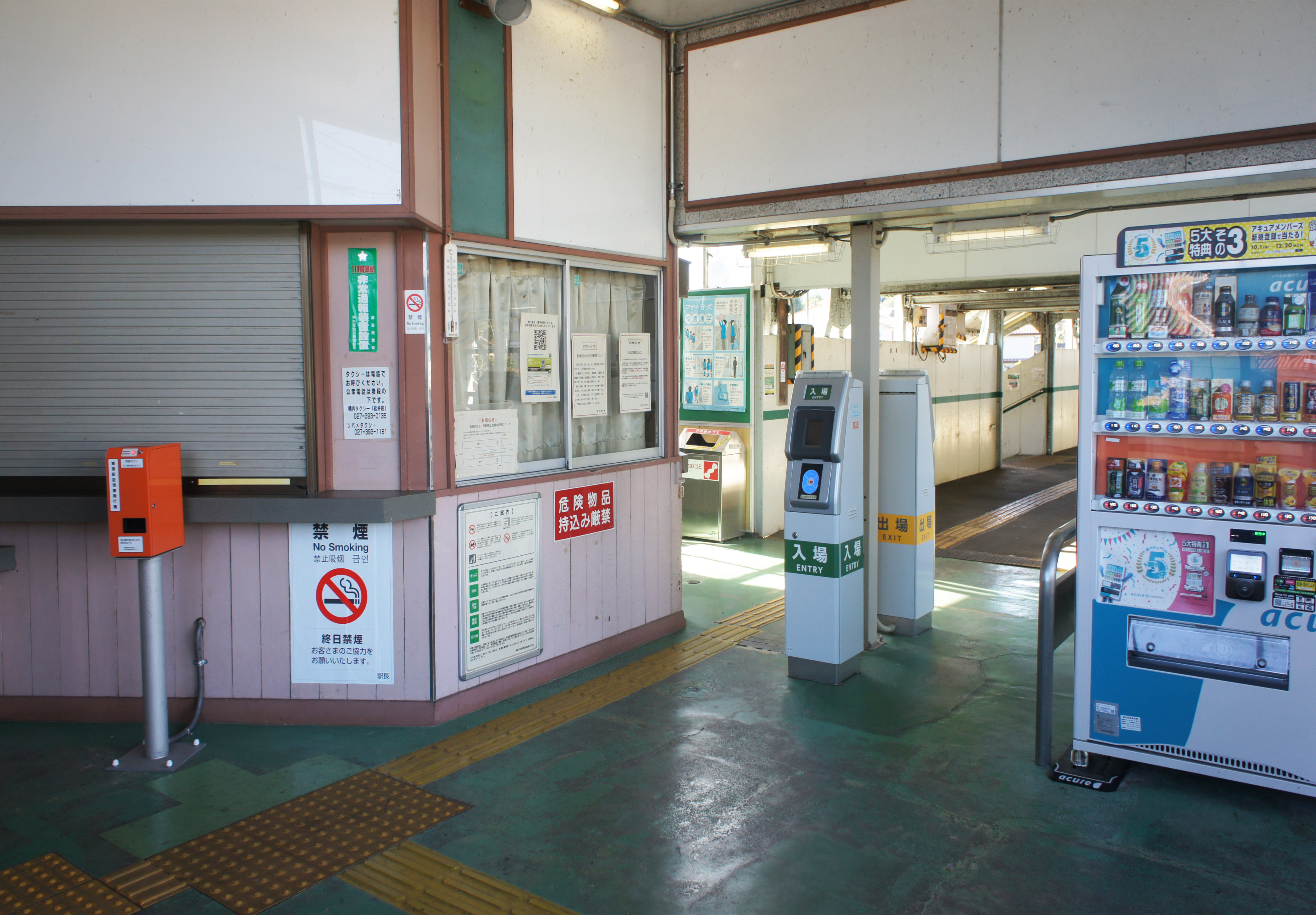
改札口（2021年10月）
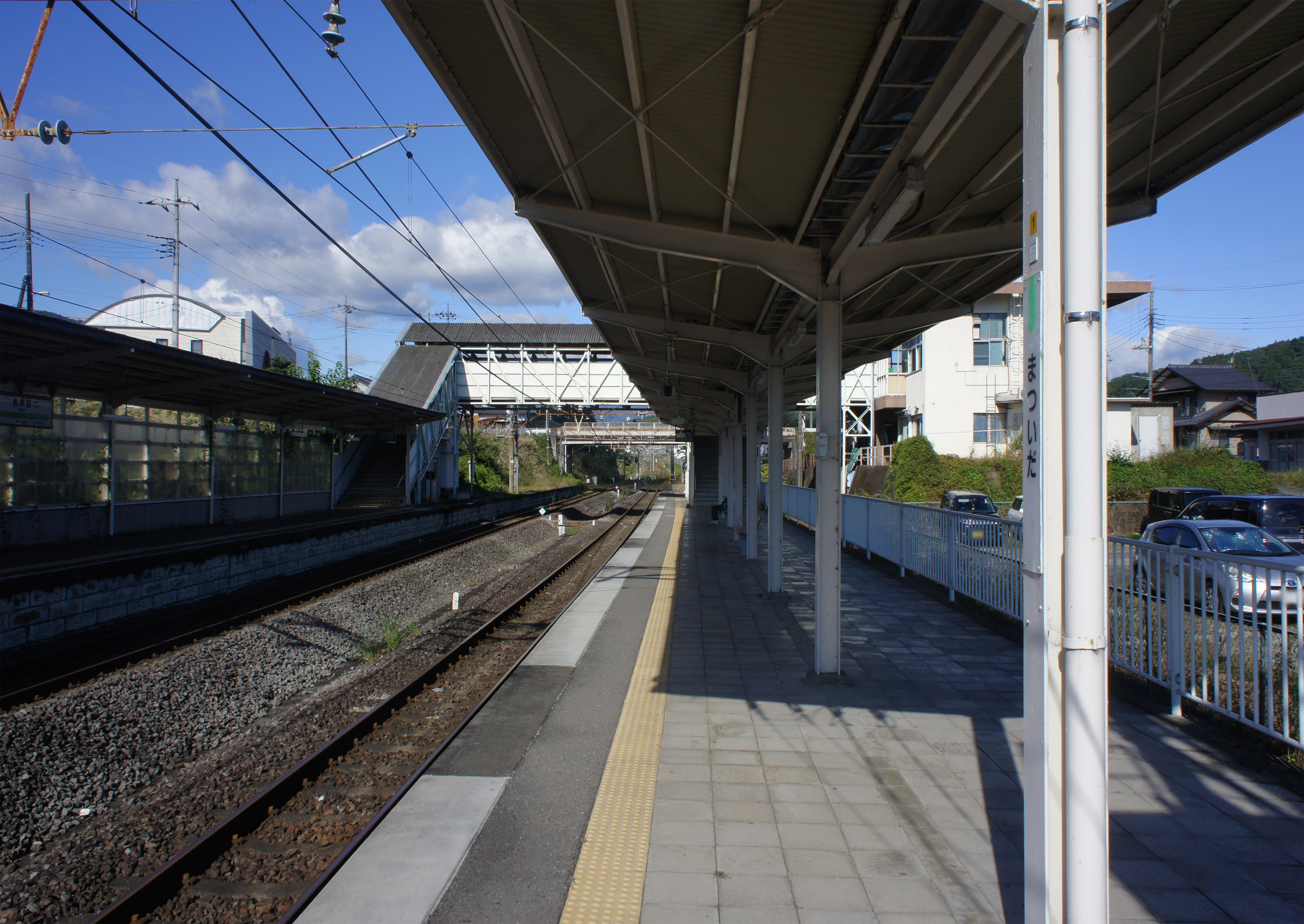
ホーム（2021年10月）

## 利用状況
JR東日本によると、2000年度（平成12年度）- 2017年度（平成29年度）の1日平均乗車人員の推移は以下のとおりであった。
| 乗車人員推移       | 乗車人員推移     | 乗車人員推移    |
| 年度               | 1日平均 乗車人員 | 出典            |
| ------------------ | ---------------- | --------------- |
| 2000年（平成12年） | 576              | [ 利用客数 1 ]  |
| 2001年（平成13年） | 539              | [ 利用客数 2 ]  |
| 2002年（平成14年） | 514              | [ 利用客数 3 ]  |
| 2003年（平成15年） | 508              | [ 利用客数 4 ]  |
| 2004年（平成16年） | 525              | [ 利用客数 5 ]  |
| 2005年（平成17年） | 548              | [ 利用客数 6 ]  |
| 2006年（平成18年） | 534              | [ 利用客数 7 ]  |
| 2007年（平成19年） | 533              | [ 利用客数 8 ]  |
| 2008年（平成20年） | 549              | [ 利用客数 9 ]  |
| 2009年（平成21年） | 510              | [ 利用客数 10 ] |
| 2010年（平成22年） | 510              | [ 利用客数 11 ] |
| 2011年（平成23年） | 501              | [ 利用客数 12 ] |
| 2012年（平成24年） | 501              | [ 利用客数 13 ] |
| 2013年（平成25年） | 506              | [ 利用客数 14 ] |
| 2014年（平成26年） | 546              | [ 利用客数 15 ] |
| 2015年（平成27年） | 552              | [ 利用客数 16 ] |
| 2016年（平成28年） | 548              | [ 利用客数 17 ] |
| 2017年（平成29年） | 543              | [ 利用客数 18 ] |

## 駅周辺

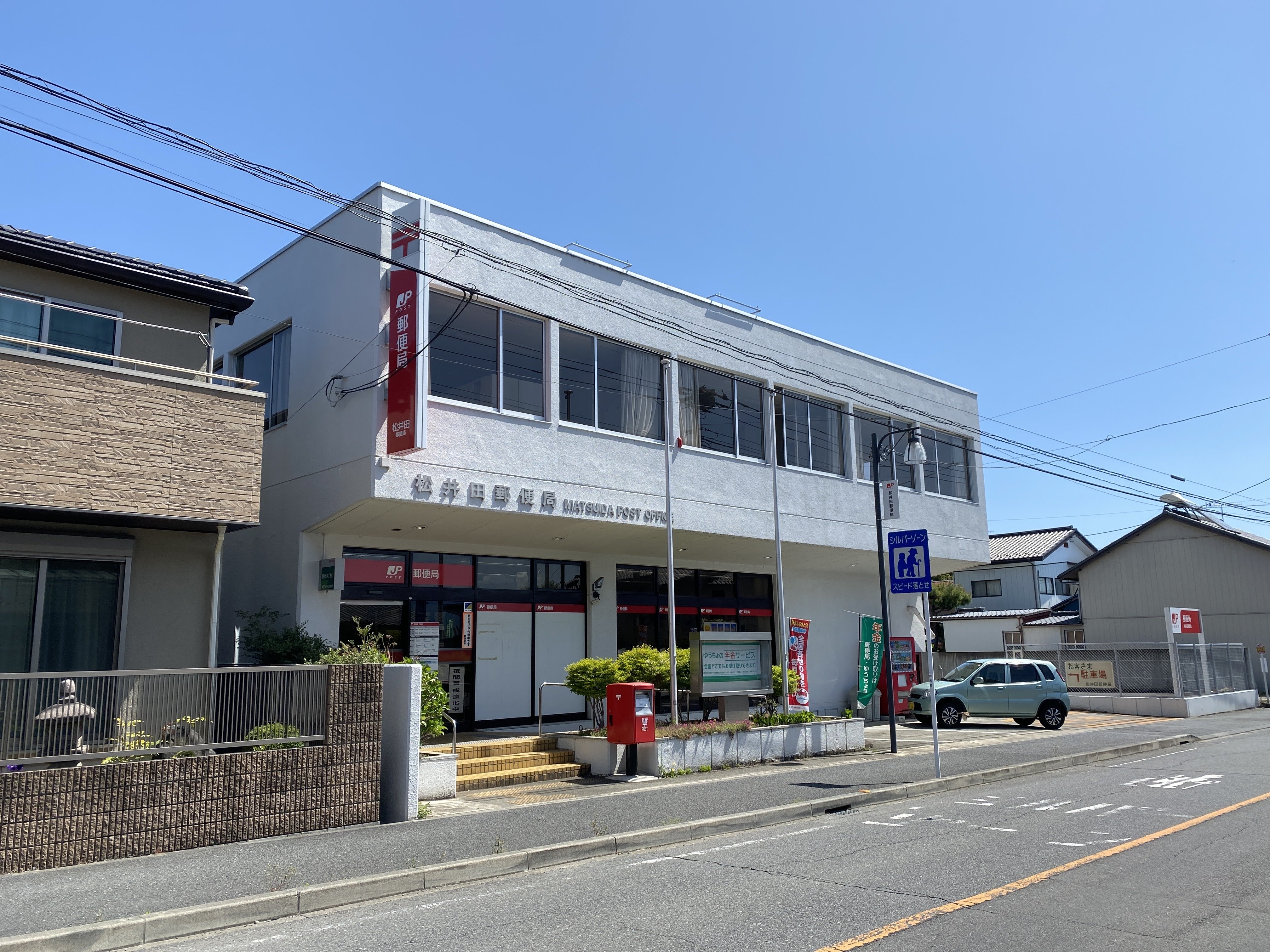
松井田郵便局

近くには幼稚園や中学校があるが、市街地に行くには次の西松井田駅の方が最寄。
- 松井田下町郵便局
- 群馬県立松井田高等学校
- 碓氷川
- エーコープ松井田店

## 隣の駅
東日本旅客鉄道（JR東日本）
■信越本線
磯部駅 - 松井田駅 - 西松井田駅

### 記事本文
1. 1 2 3 4 5 6 7  『週刊 JR全駅・全車両基地』 12号 大宮駅・野辺山駅・川原湯温泉駅ほか、朝日新聞出版〈週刊朝日百科〉、2012年10月28日、21頁。
2. 1 2 3 4  石野哲（編）『停車場変遷大事典 国鉄・JR編 Ⅱ』（初版）JTB、1998年10月1日、574頁。ISBN 978-4-533-02980-6。
3. 1 2  『Suicaをご利用いただけるエリアが広がります。』（PDF）（プレスリリース）東日本旅客鉄道、2008年12月22日。オリジナルの2019年5月3日時点におけるアーカイブ。2018年7月8日閲覧。
4. ↑  “県内JR 6駅で1日平均乗車数が最多 合理化進み無人駅も増”. 上毛新聞. (2019年8月15日).  オリジナルの2019年8月15日時点におけるアーカイブ。 2019年8月15日閲覧。

### 利用状況
1. ↑  “各駅の乗車人員（2000年度）”.   東日本旅客鉄道. 2019年3月24日閲覧。
2. ↑  “各駅の乗車人員（2001年度）”.   東日本旅客鉄道. 2019年3月24日閲覧。
3. ↑  “各駅の乗車人員（2002年度）”.   東日本旅客鉄道. 2019年3月24日閲覧。
4. ↑  “各駅の乗車人員（2003年度）”.   東日本旅客鉄道. 2019年3月24日閲覧。
5. ↑  “各駅の乗車人員（2004年度）”.   東日本旅客鉄道. 2019年3月24日閲覧。
6. ↑  “各駅の乗車人員（2005年度）”.   東日本旅客鉄道. 2019年3月24日閲覧。
7. ↑  “各駅の乗車人員（2006年度）”.   東日本旅客鉄道. 2019年3月24日閲覧。
8. ↑  “各駅の乗車人員（2007年度）”.   東日本旅客鉄道. 2019年3月24日閲覧。
9. ↑  “各駅の乗車人員（2008年度）”.   東日本旅客鉄道. 2019年3月24日閲覧。
10. ↑  “各駅の乗車人員（2009年度）”.   東日本旅客鉄道. 2019年3月24日閲覧。
11. ↑  “各駅の乗車人員（2010年度）”.   東日本旅客鉄道. 2019年3月24日閲覧。
12. ↑  “各駅の乗車人員（2011年度）”.   東日本旅客鉄道. 2019年3月24日閲覧。
13. ↑  “各駅の乗車人員（2012年度）”.   東日本旅客鉄道. 2019年3月24日閲覧。
14. ↑  “各駅の乗車人員（2013年度）”.   東日本旅客鉄道. 2019年3月24日閲覧。
15. ↑  “各駅の乗車人員（2014年度）”.   東日本旅客鉄道. 2019年3月24日閲覧。
16. ↑  “各駅の乗車人員（2015年度）”.   東日本旅客鉄道. 2019年3月24日閲覧。
17. ↑  “各駅の乗車人員（2016年度）”.   東日本旅客鉄道. 2019年3月24日閲覧。
18. ↑  “各駅の乗車人員（2017年度）”.   東日本旅客鉄道. 2019年3月24日閲覧。